# Rond-point de Montfermeil
Le rond-point de Montfermeil est une place située au lieu-dit le petit Raincy dans la ville du Raincy,,. Elle marque l'entrée est de l'ancien parc du château du Raincy.

## Situation et accès
Y convergent :
- l'avenue Thiers,
- le boulevard du Midi,

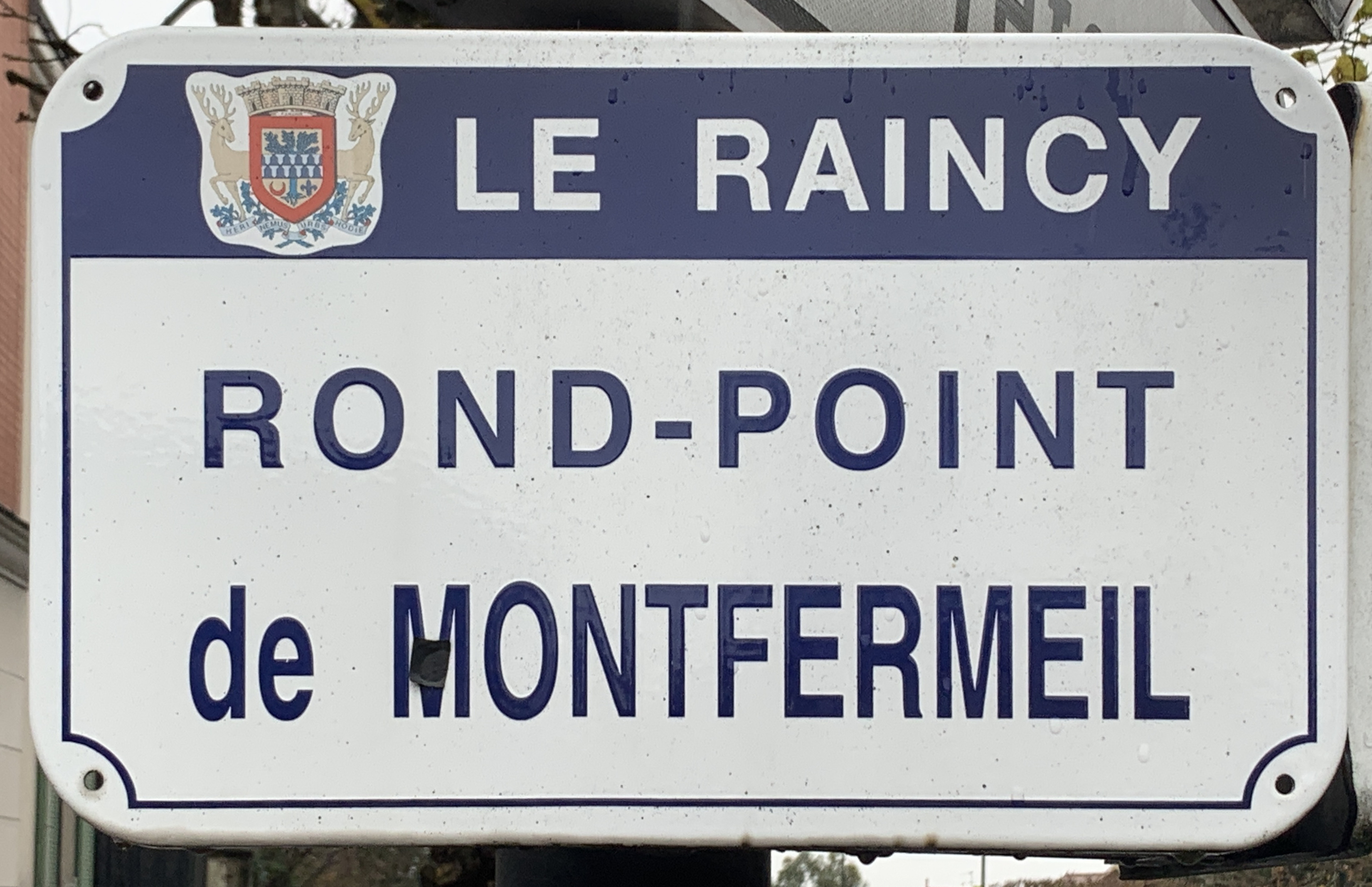
Plaque émaillée du rond-point.

- l'allée du Télégraphe, se dirigeant vers l'ancienne porte du Télégraphe[4],
- l'allée de Chelles,
- l'allée de Montfermeil,
- le boulevard de l'Est.

## Origine du nom
Il porte le nom de la ville voisine de Montfermeil. 

## Historique
Ce rond-point était autrefois appelé « porte de Chelles »,, car il se trouvait à cet endroit un édifice appelé la porte de Chelles, attesté en 1781. Elle existait encore en 1854.
Dans les années 1860, lors du lotissement de la ville, il fut dessiné par l'ingénieur-géomètre Frion, et édifié dans son état actuel vers 1900.

## Bâtiments remarquables et lieux de mémoire
- Ancien emplacement de la porte de Chelles. : C'était un bâtiment de plan rectangulaire, surmonté de créneaux et à côté duquel était édifiée une tour. Sa porte d'entrée en forme d'ogive évoquait celle d'un édifice médiéval[10]. Il permettait de franchir la muraille qui entourait le parc du château du Raincy. La porte de Chelles abritait un appartement appelé L'Ermitage[11], dont le nom a été donné à une rue avoisinante.